# El Bordo, Hidalgo
El Bordo är en ort i Mexiko.   Den ligger i kommunen Pachuca de Soto och delstaten Hidalgo, i den sydöstra delen av landet, 90 km nordost om huvudstaden Mexico City. El Bordo ligger 2 722 meter över havet och antalet invånare är 276.
Terrängen runt El Bordo är varierad. Runt El Bordo är det mycket tätbefolkat, med 1 361 invånare per kvadratkilometer. Närmaste större samhälle är Pachuca de Soto, 3,9 km söder om El Bordo. I omgivningarna runt El Bordo växer i huvudsak blandskog.